# TM-Semic
La TM-Semic è stata una casa editrice polacca specializzata nella pubblicazione di fumetti supereroistici statunitensi, in particolare della Marvel Comics. Nel corso della sua vita editoriale ha pubblicato circa 930 fumetti.
Nata nel 1990, la casa ha cambiato nome nel 2002 diventando "Fun Media". Nel 2003 ha chiuso l'attività.

## Pubblicazioni
- Alf
- The Amazing Spider-Man
- Barbie
- Batman
- Batman & Superman
- Binky
- Casper
- Conan
- Fantom
- Garfield
- G.I. Joe
- Giovane Indiana Jones
- Goliat
- Jurassic Park
- Jurassic Park: Raptor
- Lanterna Verde
- Mumin
- Pony
- Power Rangers
- Punisher
- Pink Panther
- Sailor Moon
- Spawn
- Spider-Man (serie TV)
- Star Wars: Dark Empire
- Starlet
- Superman
- Tarzan
- Tom e Jerry
- Transformers
- Teenage Mutant Ninja Turtles
- Ultimate Spider-Man
- WildC.A.T.S.
- X-Men
- The X-Files